# Paktolos
Der Paktolos (griechisch Πακτωλός, heutiger türkischer Name Sart Çayı) ist der antike Name eines Flusses nahe der ägäischen Küste der Türkei. Er ist ein Nebenfluss des Hermos (türkisch Gediz) im westlichen Kleinasien. Er entspringt am Boz Dağı, dem antiken Tmolos und mündet bei Salihli in den Gediz.
In der Antike wurde der Fluss auch Chrysorrhoas (altgriechisch Χρυσορρόας, der Gold Führende) genannt.

## Griechische Mythologie
In der griechischen Mythologie ist Paktolos ein Flussgott; wie viele Flussgötter ist er ein Sohn des Okeanos (altgriechisch Ὀκεανός, der Ozean) und der Tethys (altgriechisch Τηθύς). Der Fluss führte angeblich Goldstaub mit sich, was allgemein als Symbol für den Reichtum der Stadt Sardes angesehen wird, dem Mythos nach aber daher kommen soll, dass Midas im Paktolos badete, um die Gabe, dass alles, was er berührte, zu Gold wurde, abzuwaschen.

## Lyrik
Friedrich Hölderlin erwähnt den Fluss in seinem Gedicht Der Neckar.